# Leiopathes grimaldii
Leiopathes grimaldii is een Antipathariasoort uit de familie van de Leiopathidae. De wetenschappelijke naam van de soort is voor het eerst geldig gepubliceerd in 1902 door Roule.